# Placówka Straży Granicznej I linii „Stara Jabłonka”

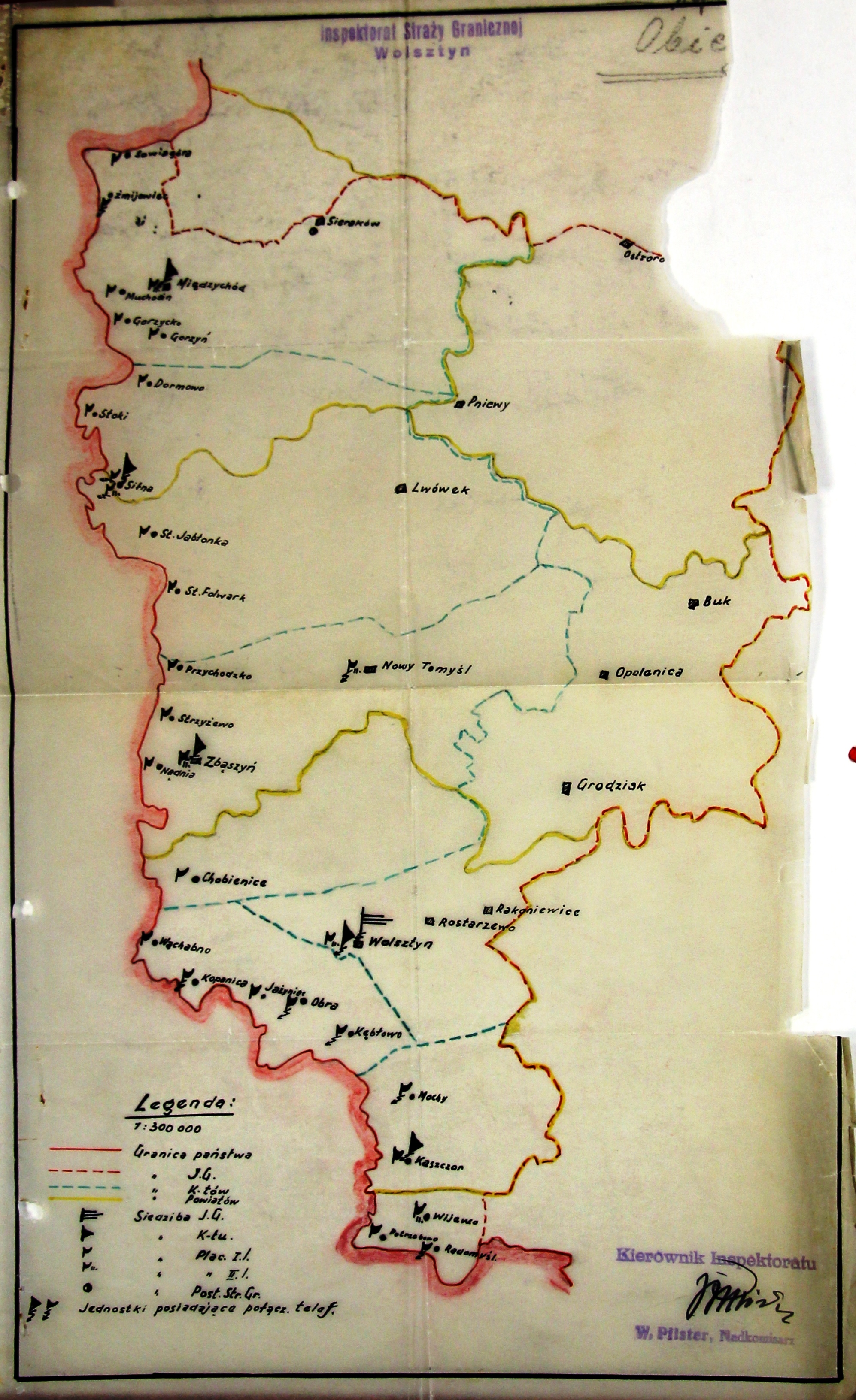
Szkic Inspektoratu Granicznego „Wolsztyn”

Placówka Straży Granicznej I linii „Stara Jabłonka” – jednostka organizacyjna Straży Granicznej pełniąca służbę ochronną na granicy polsko-niemieckiej w okresie międzywojennym.

## Geneza
Na wniosek Ministerstwa Skarbu, uchwałą z 10 marca 1920 roku, powołano do życia Straż Celną. Od połowy 1921 roku jednostki Straży Celnej rozpoczęły przejmowanie odcinków granicy od pododdziałów Batalionów Celnych. Proces tworzenia Straży Celnej trwał do końca 1922 roku. Placówka Straży Celnej „Stara Jabłonka” weszła w podporządkowanie komisariatu Straży Celnej „Silno” z Inspektoratu SC „Międzychód”.

## Formowanie i zmiany organizacyjne
Rozporządzeniem Prezydenta Rzeczypospolitej Polskiej Ignacego Mościckiego z 22 marca 1928 roku, do ochrony północnej, zachodniej i południowej granicy państwa, a w szczególności do ich ochrony celnej, powoływano z dniem 2 kwietnia 1928 roku  Straż Graniczną.
Do 1928 funkcjonował komisariat „Świechocin” z podkomisariatem „Międzychód”. Już 15 września 1928 dowódca Straży Granicznej rozkazem nr 7  w sprawie organizacji Wielkopolskiego Inspektoratu Okręgowego podpisanym w zastępstwie przez mjr. Wacława Szpilczyńskiego zmieniał miejsce postoju komisariatu Świechocin na  Międzychód. Placówka Straży Granicznej I linii „Stara Jabłonka” znalazła się w jego strukturze.

## Służba graniczna
Placówka w 1936 roku mieściła się w m. Stara Jabłonka, numer domu 12. Ochraniała odcinek długości 11,8 km.
Sąsiednie placówki:
- placówka Straży Granicznej I linii „Silna” ⇔ placówka Straży Granicznej I linii „Stary Folwark” − 1928[7]